# Oyametepec
Oyametepec är en ort i Mexiko.   Den ligger i kommunen Ixtacamaxtitlán och delstaten Puebla, i den sydöstra delen av landet, 140 km öster om huvudstaden Mexico City. Oyametepec ligger 2 807 meter över havet och antalet invånare är 658.
Terrängen runt Oyametepec är huvudsakligen kuperad, men västerut är den bergig. Terrängen runt Oyametepec sluttar norrut. Runt Oyametepec är det ganska tätbefolkat, med 65 invånare per kvadratkilometer. Närmaste större samhälle är Libres, 12,9 km sydost om Oyametepec. I omgivningarna runt Oyametepec växer huvudsakligen savannskog.